# Урофлоуметрия
Урофлоуметрия (греч. uron — моча, англ. flow — поток, греч. metrio — мерить) — клинический метод неинвазивного исследования уродинамики. Заключается в регистрации объёмной скорости потока мочи и других физиологических параметров во время мочеиспускания. Позволяет получить информацию о функциональном состоянии детрузора и проходимости мочеиспускательного канала (уретры). Применяется для выявления патологии при мочеиспускании. При патологии мочеиспускания позволяет определить тип мочеиспускания (нормальный, прерывистый, прерванный, обструктивный, стремительный, депрессивный). Также применяется для контроля за ходом патологического процесса и лечения заболеваний нижнего отдела мочевого тракта. Преимуществами урофлоуметрии являются неинвазивность, простота измерений, высокая информативность. Прибор для проведения урофлоуметрии называется урофлоуметром.

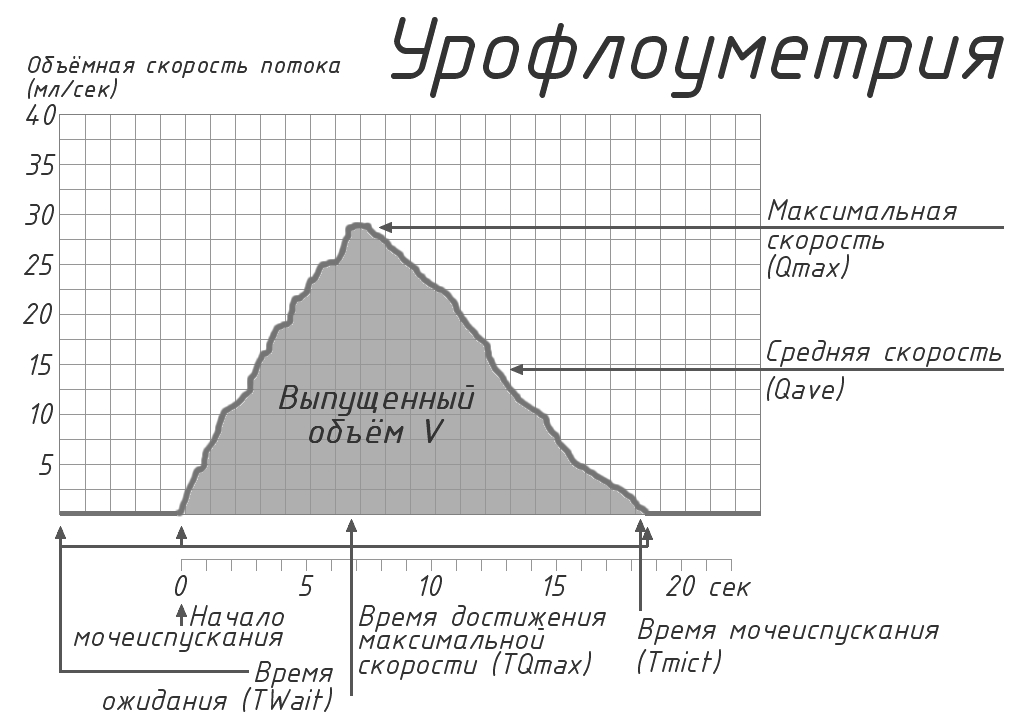
Урофлоуметрия: схематично урофлоуграмма и главные количественные показатели

## Клиническое применение урофлоуметрии

### Социально значимые заболевания и патологии
Эвакуаторные дисфункции, которые клинически проявляются затруднениями во время мочеиспускания, появлением остаточной мочи, инфекционными осложнениями, вторичными обструктивными уропатиями, каломазанием, трещинами заднего прохода и т. д. — эти проблемы являются социально значимыми и приводят к ограничению психической и физической активности пациента, затрудняющей его социальную адаптацию в обществе, к проблемам в общении со сверстниками, отставании в учёбе, конфликтным ситуациям в семье. Таким образом, диагностика и лечение расстройств эвакуаторной функции тазовых органов остаются одной из актуальных и окончательно не решённых проблем.

### Связь с другой диагностикой и отраслями медицины
Значимость этого исследования для врача-уролога можно сравнить со значимостью ЭКГ для кардиолога. Урофлоуметрия является методом, способствующим реализации принципов доказательной медицины в урологической практике при обследовании больных с симптомами нижних мочевых путей. Диагностическая значимость урофлоуметрии в сочетании с другими методами обследования существенно повышается.

### Объектность при диагностике
Урофлоуметрия даёт представление о сократительной активности детрузора, степени открытия шейки мочевого пузыря и проходимости уретры. Урофлоуметрия может объективизировать характер и степень нарушения мочеиспускания. Урофлоуметрия позволяет получить объективную оценку нарушений мочеиспускания у женщин с различной стадией пролапса гениталий за счёт диагностирования нарушений скорости мочеиспускания, функционального состояния детрузора, объёма мочевого пузыря, времени мочеиспускания. Урофлоуметрия — метод определения состояния предстательной железы в части сократительной способности детрузора и сопротивления пузырно-уретрального сегмента на основании прямой графической регистрации изменения объёмной скорости тока мочи во время мочеиспускания. Результаты урофлоуметрии позволяют судить от эвакуаторной функции мочевого пузыря. Урофлоуметрия прекрасно подходит для выявления дисфункций мочеиспускания у детей. Урофлоуметрия включена в число тестов, рекомендованных Европейской ассоциацией урологов в целях выявления гиперплазии простаты, а также считается эффективным диагностическим методом и при урогинекологических заболеваниях.

### В период лечения и после операций
Необходимость регулярного контроля за эффективностью проводимого лечения по поводу заболеваний нижних мочевых путей выдвигает урофлоуметрию на первое место среди других уродинамических методов обследования, учитывая простоту и его неинвазивность. Урофлоуметрия является объективным методом в диагностике степени нарушения мочеиспускания и контроле за эффективностью реконструктивно-восстановительных операций при пролапсе тазовых органов у женщин. Основополагающим исследованием, позволяющим судить о функциональной эффективности проведённой уретропластики при стриктурах и протяжённых облитерациях мочеиспускательного канала, является урофлоуметрия.

### Урофлоуграммы — графические результаты
На основании получаемого графика — урофлоуграммы — можно судить о нарушениях функционирования мочевыделительной системы. Урофлоуметрия — графическое изображение объёмной скорости потока мочи при самостоятельном мочеиспускании пациента, позволяющее оценить тип мочеиспускания и заподозрить инфравезикальную обструкцию.

## История урофлоуметрии
Среди исследователей особое место принадлежит Е. Rehfisch (1897), с именем которого связано первое измерение объёмной скорости потока мочи с помощью сконструированного устройства, названного не урофлоуметром (термин появился гораздо позже), а аэроплетизмографом. Первую обстоятельную клиническую работу по урофлоуметрии опубликовал W.M. Drake (1948). Она знаменательна тем, что автор создал прибор собственной конструкции для массовых исследований и впервые предложил существующее до настоящего времени его название — урофлоуметр, а кривые обозначил как урофлоуграммы (отсюда урофлоуметрия). Он также решил круг конкретных урологических проблем, предопределивших судьбу данного метода для клинической практики. С появлением первой 4-канальной электронной уродинамической системы фирмы «DISA Electronics» (Дания), то есть специализированного аппарата для исследований уродинамики в клинической практике, возникли реальные условия для изменения существующего положения вещей. Был создан Международный комитет по стандартизации терминологии и уродинамических исследований, который с 1975 года систематически публикует свои материалы. В течение более чем 100 лет не ослабевает интерес к исследованиям потока мочи, продиктованный необходимостью решения чрезвычайно важных задач практической урологии. Вопрос технической возможности неинвазивного уродинамического обследования широко обсуждается и существует ряд исследований, описывающих различные алгоритмы и методы диагностики нарушений мочеиспускания.
Среди ведущих учёных-медиков можно выделить ряд исследователей в области урофлоуметрии:
- Аляев Юрий Геннадьевич;
- Глыбочко Пётр Витальевич;
- Квятковская Татьяна Александровна;
- Лопаткин Николай Алексеевич;
- Лоран Олег Борисович;
- Нечипоренко Александр Захарович;
- Пушкарь Дмитрий Юрьевич.

## Особенности гидродинамики для урофлоуметрии
Обращение к элементарным понятиям гидравлики обусловлено желанием найти аналогию с потоком мочи. Однако по результатам многочисленных исследований «давление/скорость» установлено, что аналогию провести невозможно. O. Schwarz и A. Brenner (1922) справедливо считали, что основной закон гидродинамики, один из постулатов которого гласит, что поток зависит от давления, не действует в отношении опорожнения мочевого пузыря. После работ B. Von Garrelts (1957) получила развитие клиническая гидродинамика мочеиспускания. J.M. Pierce et al. (1966) справедливо считали, что клиницисту очень трудно мыслить категориями физика или инженера-гидравлика, когда он решает клиническую проблему.

## Урофлоуметрия в номенклатуре медицинских услуг
Урофлоуметрия включена в номенклатуру медицинских услуг за номером и позицией «A12.28.006 Измерение скорости потока мочи (урофлоуметрия)». Номенклатура медицинских услуг утверждена приказом Минздрава России от 13.10.2017 N 804н «Об утверждении номенклатуры медицинских услуг».
Шифр A12.28.006 означает следующее:
- А (раздел) — медицинские услуги, представляющие собой определённые виды медицинских вмешательств, направленные на профилактику, диагностику и лечение заболеваний, медицинскую реабилитацию и имеющие самостоятельное законченное значение;
- 12 (тип) — исследования функции органов или тканей с использованием специальных процедур, приспособлений и методик, не обозначенных в других рубриках, направленных на прямое исследование функции органов или тканей, медикаментозные и физические пробы, исследование оседания эритроцитов, иммунные реакции, в том числе определение группы крови и резус-фактора, исследование системы гемостаза (за исключением уровня факторов свёртывающей системы) и другие;
- 28 (класс) — почки и мочевыделительная система;
- 006 (вид) — вид медицинской услуги.

## Оцениваемые показатели в урофлоуметрии
- Время мочеиспускания — промежуток времени от начала до окончания акта мочеиспускания.
- Максимальная объёмная скорость — максимальный объём мочи, выделенный в единицу времени. Отклонение показателя от нормативных данных в сторону уменьшения не всегда говорит об обструкции уретры или пузырно-уретрального сегмента. Необходимо учитывать объём выделенной мочи (при объёмах менее 100 мл результат не достоверен), возраст, пол, а также возможность нарушения детрузорной функции (снижение тонуса). Максимальная скорость оттока мочи падает с возрастом. Из всех показателей урофлоуграммы этот показатель является наиболее надёжным параметром для количественной оценки симптомов.
- Средняя скорость мочеиспускания — отношение выделенного объёма мочи в миллилитрах ко времени мочеиспускания в секундах. Данный показатель необходим для более детальной оценки урофлоуграммы.
- Время достижения максимальной скорости — промежуток времени от начала мочеиспускания до достижения максимальной объёмной скорости. В норме при мочеиспускании кривая урофлоуграммы стремительно повышается и время достижения максимальной скорости не превышает 1/3 длины урофлоуграммы.
- Суммарный объём мочеиспускания. Результаты обследования более достоверны при выделяемых объёмах мочи 200—500 мл.
- Время ожидания начала мочеиспускания — это время от момента императивного позыва помочиться до момента начала мочевыделения. При инфравезикальной обструкции время ожидания начала мочеиспускания увеличивается до нескольких минут. В норме время ожидания не превышает 10 с.[27]

## Урофлоуметрический мониторинг
Из-за субъективных причин некоторые пациенты испытывают трудности в осуществлении акта мочеиспускания в условиях лечебного учреждения. Оценить степень изменений мочеиспускания в этих случаях возможно при проведении домашнего урофлоуметрического мониторинга (ДУМ). Домашний урофлоуметрический мониторинг обеспечивает возможность решения сложных диагностических задач, позволяя оценить функциональное состояние нижних мочевых путей в течение нескольких суток. Домашний урофлоуметрический мониторинг позволяет выявить скрытые или периодически возникающие в определённое время суток (циркадные) нарушения уродинамики нижних мочевых путей. Урофлоуметрический мониторинг — регистрация параметров урофлоуметрии в течение суток. Это принципиально новый подход к изучению потока мочи, основанный на урофлоуметрии.

## Дополнительное чтение
Книги
- Аляев Ю. Г., Глыбочко П. В., Пушкарь Д. Ю. Российские клинические рекомендации / Под ред. Ю. Г. Аляева, П. В. Глыбочко, Д. Ю. Пушкаря. — 2017. — 544 с. — ISBN 978-5-9906972-6-3.
- Гаджиева З. К. Нарушения мочеиспускания : руководство. — М. : ГЭОТАР-Медиа, 2010. — 176 с. — ISBN 978-5-9704-1389-0.
- Пушкарь Д .Ю., Касян Г. Р. Функциональная урология и уродинамика. — М. : ГЭОТАР-Медиа, 2013. — 376 с. — ISBN 978-5-9704-2924-2.

Статьи
- Добролежа С. П., Харченко В. С. Статистический подход к формализации нейросетевого распознавания урофлоурограмм заболеваний в урологии // Радиоэлектронные и компьютерные системы. — 2014. — № 4 (68). — С. 19–24.
- Ершов А. В., Капсаргин Ф. П., Бережной А. Г., Мылтыгашев М. П. Экспертные системы в оценке данных урофлоуграмм // Вестник урологии. — 2018. — № 6 (3). — С. 12–16.
- Зубаренко А. В., Стоева Т. В., Годлевская Т. Л. Показатели урофлоуметрии в различных условиях психореактивного состояния детей // Достижения биологии и медицины. — 2010. — № 2 (16). — С. 49–53.
- Макаль Я. А., Идзьковски А. И., Валендзюк В. А. Усовершенствованный метод измерения кривой потока и её параметров при помощи урофлоуметра // Системы обработки информации. — 2006. — Вып. 7 (56). — С. 47–49.
- Нечипоренко А. Н., Савицкий М. В., Нечипоренко Н. А. Урофлоуметрия в диагностике и оценке результатов хирургического лечения стрессового недержания мочи у женщин // Журнал Гродненского государственного медицинского университета. — 2016. — № 4. — С. 55–58.
- Новожилов Е. В., Яновой В. В., Малаев А. А., Завгородний В. Н. Неинвазивный уродинамический мониторинг в оценке эффективности консервативного лечения гиперактивного мочевого пузыря у детей // Дальневосточный медицинский журнал. — 2009. — Вып. 3. — С. 58–60.
- Рудин Ю. Э., Ромих В. В., Гарманова Т. Н., Марухненко Д. В. Функциональные результаты коррекции гипоспадии на основании данных урофлоуметрии // Экспериментальная и клиническая урология. — 2015. — № 1. — С. 88–91.
- Федоренко Н. И., Антонян И. М., Стецишин Р. В., Харченко В. С. Многофакторное иерархическое нейросетевое распознавание заболеваний в урологии // Радиоэлектронные и компьютерные системы. — 2016. — № 1 (75). — С. 4–9.